# Дача Кривдиной
Дача Кривдиной — дача в Сестрорецке, памятник архитектуры. Находится на пересечении улицы Григорьева и Садовой улицы, адрес — улица Григорьева, 16/8.

## История
Деревянная дача Валентины Евгеньевны Кривдиной построена в начале XX века в стиле модерн, автор проекта известен только по фамилии — архитектор Морозов. В постановлении Правительства РФ № 527 от 10.07.2001 (согласно которому дача Кривдиной отнесена к объектам культурного наследия России федерального значения) указан В. Морозов. При этом в 1910—1911 годах в Сестрорецке был построен Народный дом по проекту техника-архитектора Ф. Е. Морозова, а в Тарховке архитектор Е. Л. Морозов в 1905—1906 годах построил деревянную церковь Св. Великомученика Пантелеимона. Каждый из этих архитекторов мог быть и автором проекта дачи Кривдиной.
В советское время дача служила жилым домом для работников пансионата «Сестрорецк» и постепенно пришла в аварийное состояние. По перспективному плану готовилась к реставрации, которая по состоянию на начало 2018 года так и не состоялась из-за проблем с расселением жильцов дома,которые не согласны сменить три комнаты на 16-метровую однокомнатную квартиру. В феврале 2018 года прокурор Курортного района предъявил иск к владельцу здания — ООО «Норд Отель». Поводом для иска стала проверка, которая показала, что в результате небрежения собственника памятник архитектуры частично разрушен. Истец просил обязать «Норд Отель» в течение полугода провести первоочередные консервационные работы, в течение 9 месяцев по заданию КГИОП разработать документацию по ремонту и реставрации и в течение 20 месяцев полностью отреставрировать здание дачи.
В ночь с 30 на 31 июля 2021 года произошло обрушение крыши и части строения дачи. Семья, которая живёт в аварийном здании, не пострадала. КГИОП подал в ОМВД России по Курортному району заявление о преступлении, предусмотренном статьями 243 и 243.1 УК РФ, в связи с неисполнением обязательств собственника по охране и восстановлению здания.
В декабре 2023 года был опубликован проект приспособления дома под современное использование, под которым подразумевается полный демонтаж и перестройка с сохранением декоративных деталей фасадов.

## Дача Кривдиной в искусстве
Дача Кривдиной появилась на картине Стаса Бородина «Старая дача в Сестрорецке» (2004. м., х. 60х50). Картина экспонировалась в Центральном выставочном зале Курортного района в Сестрорецке в 2006 году, а также на многочисленных других выставках, в том числе в галерее Мутценмахер в Берлине (2007)[значимость факта?]